# لو لوي
لو لوي (Le Loi) (1384 or 1385? – 1433)، بعد وفاته عرف باسم معبد Lê Thái Tổ (黎太祖)، هو إمبراطور الفيتنام ومؤسس الأسرة الحاكمة (Lê Dynasty) الأخيرة. كان لو لوي أشهر الرموز الفيتنامية في التاريخ وواحدًا من أعظم أبطالهم.

## السيرة الذاتية
كان لو لوي أصغر إخوته الثلاثة.وكان والده رجلاً نبيلاً أرستقراطيًا في لام سون (Lam Son) (شمال فيتنام) وكانت البلدة في منطقة مستعمرة حديثًا في الفيتنام والتي أطلق عليها في النهاية Thanh Hóa Province. قام جد لو لوي الأكبر لو هوي ببناء بلدة لام سون في وقت ما في ثلاثينيات القرن الرابع عشر. ولا يمكن تحديد تاريخ ميلاده بشكل مؤكد، ولكن يعتبر عام 1384 هو التاريخ المتوافق عليه بين المؤرخين. كانت لام سون واحدة من البلدان الحدودية في فيتنام، لذا فقد كانت الأبعد والأكثر تحررًا من قيود الحكومة.
وكان ذلك الوقت مليء بالمشكلات في تاريخ الفيتنام، إلى أن حلّت عائلة هو (Hồ Dynasty) أخيرًا في عام 1400 ، مكان عائلة تران (Trần Dynasty) ، وبدأت بإحداث إصلاحات في المملكة. إلا أن حكم الهو لم يدم كثيرًا، حيث أن أعضاءً من عائلة تران طلبت التدخل من قبل الإمبراطور الصيني العظيم التابع للمينج (永樂 Vĩnh Lạc) في الشمال . فرد بإرسال جيش قوي لفيتنام وهزم الهو. وعقب فشلهم في إيجاد وريث للتران، اختارت أسرة مينج أن تقوم بإعادة بناء سلطان لها على فيتنام، كما كان الوضع أيام إمبراطورية التانج، منذ ما يقارب الخمسمائة عام.
تمتع المينج ببعض الدعم من شعب فيتنام، على الأقل في العاصمة هانوي (Hanoi) ولكن مجهوداتهم لفرض تحكمهم على الريف المجاور قوبلت بمقاومة صلبة. وادعى الفيتناميون أن المينج قد قاموا بسرقة تحف قيمة من فيتنام مثل بعض الأحجار الكريمة واليشم والأعمال الفنية المصنوعة من الذهب بالإضافة إلى سرقتهم للكتب. وقال لو لوي نفسه أنه اختار طريق التمرد ضد الحكومة الصينية الوحشية عندما شهد شخصيًا تدمير قرية فيتنامية من قبل قوات المينج.

## وصلات خارجية
- Short biography of Le Loi from Vietmedia.com
- The Legend of Le Loi from JourneyFromTheFall.com